# Подлозище
„Подлозище“ е местност и малък квартал на град София, България, разположен в район „Овча купел“, на 7,6 километра западно от центъра на града.
Намира се между Околовръстния път и десния бряг на река Стубела и граничи с кварталите „Равнище“ на северозапад и „Горна баня“ на югоизток и с невключени в квартали територии в другите посоки.

## Улици и произход на имената им
| Път                | Наречен на                                  | Местоположение |
| ------------------ | ------------------------------------------- | -------------- |
| „756“              | –                                           | Карта          |
| „Бойчо Бойчев“     | Бойчо Бойчев (1902 – 1971), лекар           | Карта          |
| „Дон“              | Дон, река в Русия                           | Карта          |
| „Лозище“           | „Лозище“, местност в района                 | Карта          |
| „Николай Хрелков“  | Николай Хрелков (1894 – 1950), поет         | Карта          |
| „Околовръстен път“ | –                                           | Карта          |
| „Подлозище“        | „Подлозище“, квартал на София               | Карта          |
| „Тученица“         | Тученица (Portulaca oleracea), вид растения | Карта          |

## Други
На „Подлозище“ е наречена улица в кварталите „Горна баня“ и „Подлозище“ в София (Карта).